# Храм Святых Апостолов Петра и Павла (Шелехов)
Храм святы́х апо́столов Петра́ и Па́вла (также Петропа́вловский хра́м) — строящийся православный храм в городе Шелехове, Иркутская область, Россия. По окончании строительства будет самым высоким (49 м) и крупным (присутствие до 2500 прихожан одновременно) культовым сооружением в области.

## История
Торжественная закладка первого камня храма святых апостолов Петра и Павла прошла летом 2000 года. Фундамент создавался с учётом возможного землетрясения магнитудой 10,0.
В 2008 году на храм была установлена колокольня.
На Петров день, 12 июля 2011 года, в храме состоялась первая литургия. Её провёл архиепископ Вадим. Алтарь временно находится в помещении, где по окончании строительства будет трапезная.
12 июля 2014 года были освящены кресты храма. 18 июля началась установка малых куполов, а самый большой купол был помещён 25 августа.

## Духовенство
- Настоятель храма — протоиерей Александр Куренков[5]

## Святыни и реликвии храма
- Частицы мощей Матроны Московской, Космы Верхотурского, Серафима Саровского, Паисия Величковского, великомученицы Варвары, Петра и Февронии, Гермогена Тобольского и Спиридона Тримифунтского[1].
- Старинная икона апостолов Петра и Павла с частицами их мощей[6].